# Scrap Mechanic
Scrap Mechanic — компьютерная игра в жанре песочницы и выживания, разработанная и изданная шведской студией Axolot Games. Игра была выпущена для Windows в раннем доступе 20 января 2016 года.

## Игровой процесс
Игровой процесс Scrap Mechanic сосредоточен на строительстве сложных механизмов, в частности, транспортных средств.
В игре доступен креативный режим, предоставляющий игроку неограниченный доступ ко всем присутствующим в игре компонентам, а также режим выживания, забрасывающий игрока на автоматизированную фермерскую планету, заполненную взбесившимися агрессивными агроботами.

## Разработка
Scrap Mechanic разрабатывается шведской студией Axolot Games, ранее выпустившей Raft. В январе 2016 года игра была выпущена в ранний доступ в Steam.
Изначально Scrap Mechanic была основана на движке рендера OGRE, который совмещался с плагином Bullet, отвечавшим за просчёт всей физики в игре. Однако с первым обновлением рендерер был заменён на движок собственной разработки.

## Критика
Ангус Моррисон из PC Gamer сравнил игру с Minecraft, отметив, что игра может особо приглянуться игрокам, которым нравится мастерить сложные механизмы. Натан Грейсон из Kotaku посчитал, что игра нескоро наскучит бесстрашным строителям, заявив, что ему не терпится посмотреть, как будет развиваться игра.
В 2025 году PCGamesN включил игру в список лучших песочниц на ПК.